# 蒙卡约勒-拉罗里-芒迪比约
蒙卡约勒-拉罗里-芒迪比约（法語：Moncayolle-Larrory-Mendibieu，法語發音：[mɔ̃kajɔl laʁɔʁi mɛ̃dibjø]）是法国大西洋比利牛斯省的一个市镇，位于该省中部，属于奥洛龙-圣玛丽区。该市镇于1842年由原市镇蒙卡约勒（Moncayolle）、拉罗里（Larrory）和芒迪比约（Mendibieu）合并而成。

## 地理
蒙卡约勒-拉罗里-芒迪比约（43°15'57"N, 0°50'53"W）面积16.27 平方千米，位于法国新阿基坦大区大西洋比利牛斯省，该省份为法国东南部省份，涵盖了贝阿恩与北巴斯克，西临大西洋比斯開灣，北至朗德省，东北接热尔省，东临上比利牛斯省，南与西班牙接壤。

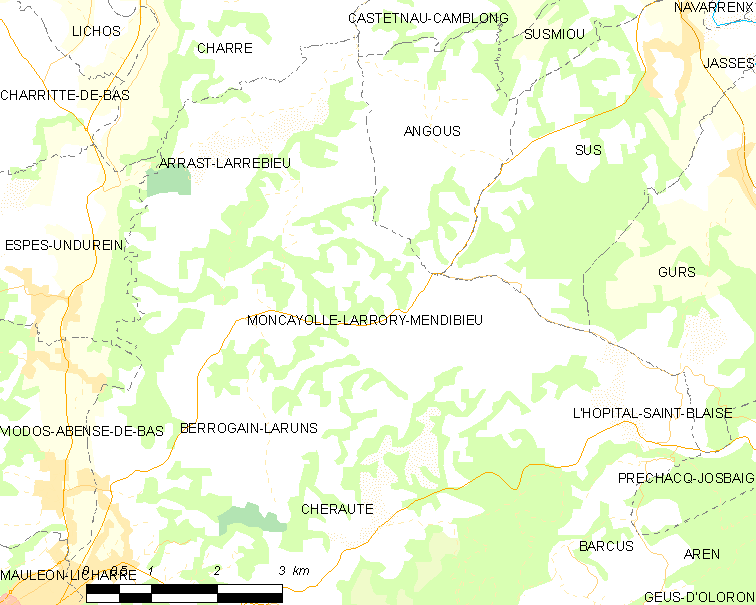
蒙卡约勒-拉罗里-芒迪比约的OSM定位图

与蒙卡约勒-拉罗里-芒迪比约接壤的市镇（或旧市镇、城区）包括：昂古斯、阿拉斯特-拉尔比约、贝罗甘-拉兰斯、谢罗特、居尔斯、洛皮塔勒圣布莱斯、叙斯、维奥多斯-下阿邦斯。
蒙卡约勒-拉罗里-芒迪比约的时区为UTC+01:00、UTC+02:00（夏令时）。

## 行政
蒙卡约勒-拉罗里-芒迪比约的邮政编码为64130，INSEE市镇编码为64391。

## 政治
蒙卡约勒-拉罗里-芒迪比约所属的省级选区为巴斯克山地县。

## 人口
蒙卡约勒-拉罗里-芒迪比约于2022年1月1日时的人口数量为289人。

1962-2008年间蒙卡约勒-拉罗里-芒迪比约人口变化图示